# Tsenshab Serkong Rinpoche
Tsenshab Serkong Rinpoche (* 1914; † 1983) war ein Mönch und Gelehrter der Gelug-Schule des tibetischen Buddhismus. Schon als Kind wurde er Novize im Kloster Ganden. Sein Studium an der dortigen Fakultät „Changtse Dratshang“ schloss er mit dem Titel „Geshe Lharampa“ ab, dem höchsten der Geshe-Grade. Tsenshab Serkong Rinpoche hatte zahlreiche Schüler, darunter Alexander Berzin. Im Alter von 34 Jahren wurde er Tsenshab („Hilfstutor“) des 14. Dalai Lama.
Den Machern des Films Star Wars diente Tsenshab Serkong Rinpoche als Modell für die Figur des Yoda.